# Le Bourg-d’Hem
Le Bourg-d’Hem település Franciaországban, Creuse megyében. Lakosainak száma 233 fő (2022. január 1.). Le Bourg-d’Hem Anzême, Bonnat, La Celle-Dunoise, Champsanglard és Chéniers községekkel határos.

## Népesség
A település népességének változása:
| Lakosok száma | 361  | 290  | 278  | 210  | 220  | 212  | 213  | 219  | 222  | 233  |
|               | 1968 | 1982 | 1990 | 2006 | 2013 | 2015 | 2017 | 2019 | 2020 | 2022 |